# Osorno la Mayor
Osorno la Mayor ist eine nordspanische Kleinstadt und Hauptort einer Gemeinde (municipio) mit 1.190 Einwohnern (Stand: 2024) in der Provinz Palencia in der Autonomen Gemeinschaft Kastilien-León. Neben dem gleichnamigen Hauptort gehören die Ortschaften Villadiezma, Las Cabañas de Castilla und Santillana de Campos zur Gemeinde. 

## Lage und Klima
Osorno la Mayor liegt in der Region Tierra de Campos auf der kastilischen Hochebene in einer Höhe von ca. 810 m. Die Provinzhauptstadt Palencia befindet sich mit ihrem Stadtzentrum etwa 36 Kilometer (Fahrtstrecke) südsüdöstlich. 
Im Gemeindegebiet kreuzen sich die Autovía A-67 und die Autovía A-231.
Das Klima im Winter ist durchaus kalt, im Sommer dagegen warm bis heiß; die eher spärlichen Regenfälle (ca. 590 mm/Jahr) fallen überwiegend im Winterhalbjahr.

## Geschichte
Im Gemeindegebiet liegt das keltische Oppidum Dessobriga. Bei dem Bau der Autobahn von Burgos nach León

## Bevölkerungsentwicklung
| Jahr      | 1981 | 1991 | 2001 | 2011 | 2021 |
| Einwohner | 2075 | 1864 | 1690 | 1455 | 1171 |

## Sehenswürdigkeiten
- Archäologische Fundstellen von Dessobriga
- Dolmen
- Himmelfahrtskirche
- Marienkapelle
- Pantaleonskapelle
- Karlskapelle

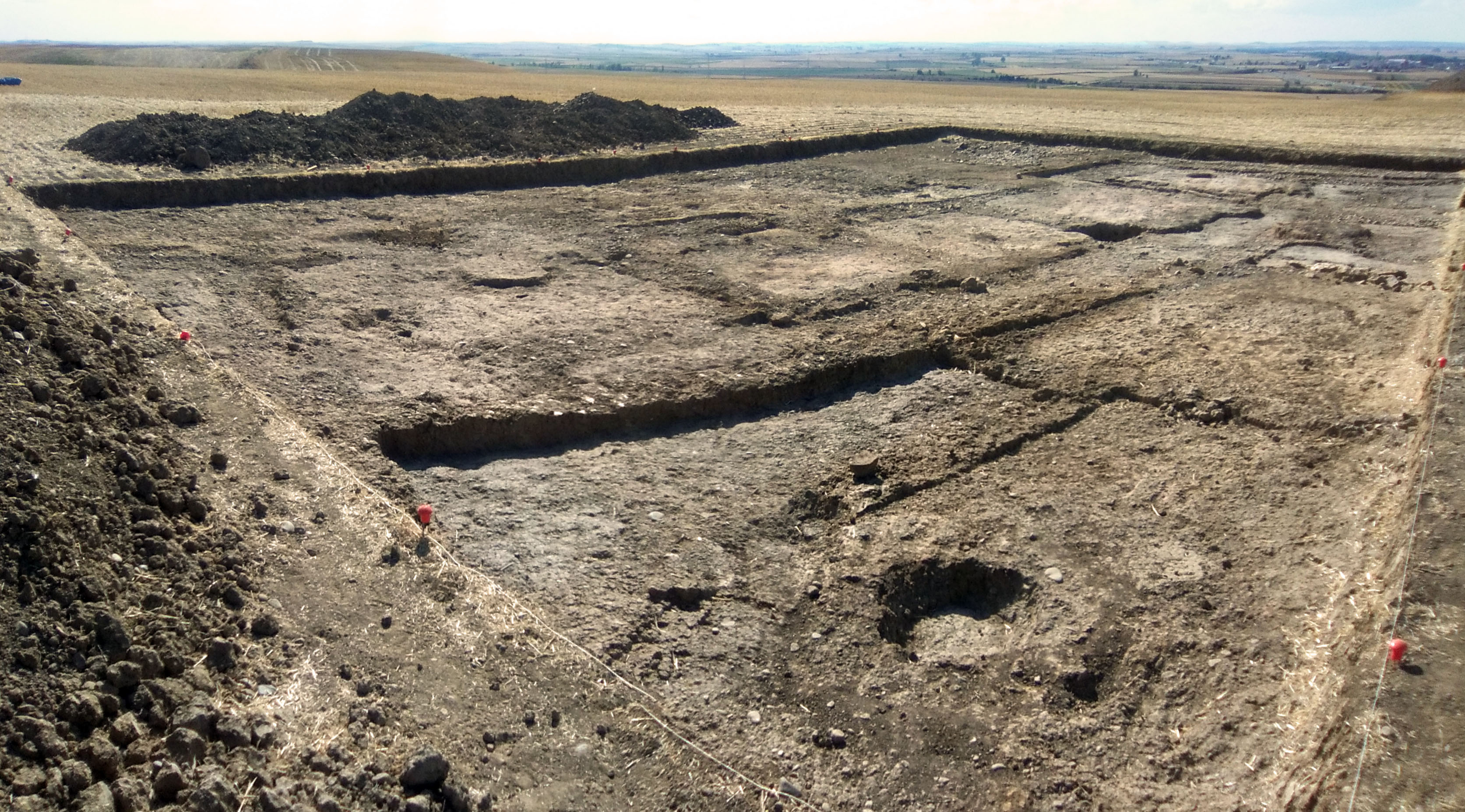
Dessobriga
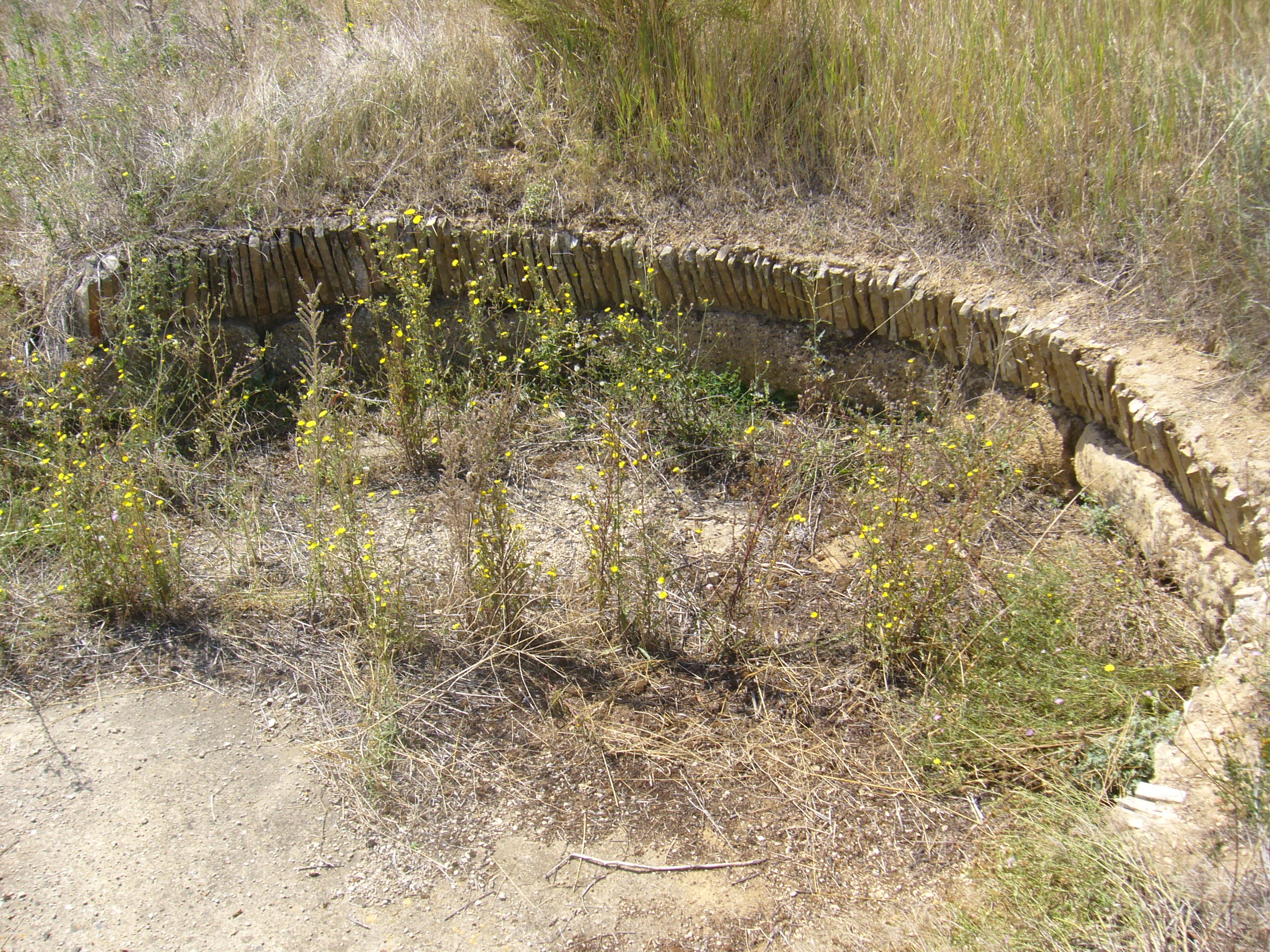
Dolmenanlage
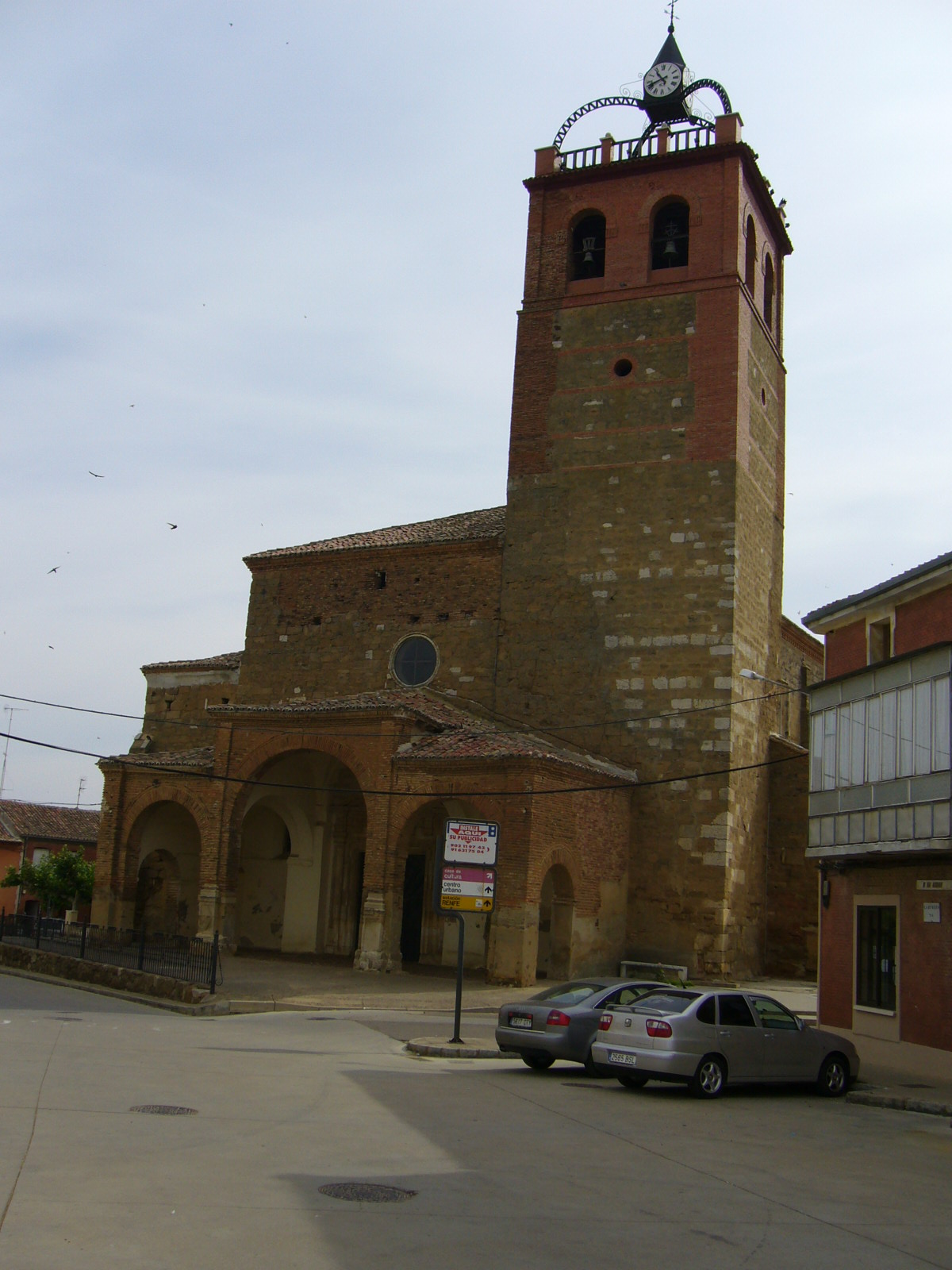
Himmelfahrtskirche
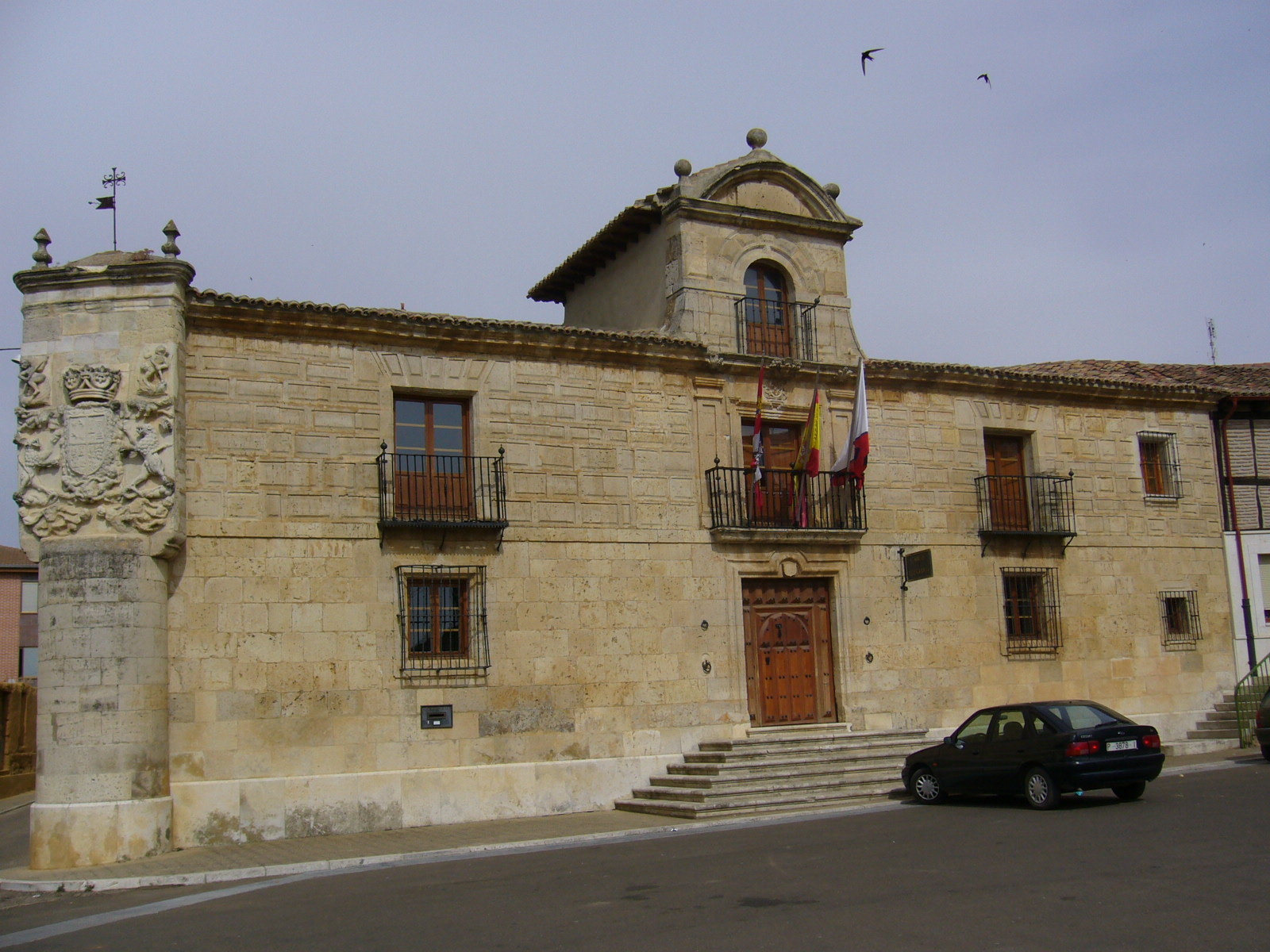
Rathaus